# Leichtathletik-Länderkampf der Frauen 1956 BR Deutschland – Niederlande
| 5. Leichtathletik-Länderkampf mit bundesdeutscher Beteiligung 1956 | 5. Leichtathletik-Länderkampf mit bundesdeutscher Beteiligung 1956 |               |
| ------------------------------------------------------------------ | ------------------------------------------------------------------ | ------------- |
|                                                                    |                                                                    |               |
| Ländervergleich der Frauen: BR Deutschland – Niederlande           |                                                                    |               |
| Austragungsort                                                     | Duisburg                                                           |               |
| Wettbewerbe                                                        | 10                                                                 |               |
| Datum                                                              | 1. Juli                                                            |               |
| 1. FRG 2. NLD                                                      | 63 P 40 P                                                          |               |
| Chronik                                                            |                                                                    |               |
| ← FRG-NLD (M)                                                      | FRG-DNK (M) →                                                      | FRG-DNK (M) → |

Im fünften Vergleich des Länderkampfjahres 1956 waren nun auch die Frauen beteiligt. Gleichzeitig mit den Männern trugen sie am selben Ort am 1. Juli in Duisburg ihren eigenen Länderkampf ebenfalls mit den Niederlanden aus, ihren bereits achten mit diesen Gegnerinnen.

## Wettbewerbe und Modus
Im Gegensatz zu den Männern traten in der Veranstaltung der Frauen wie gewohnt zwei Vertreterinnen pro Team und Wettbewerb an. Auf dem Programm standen wieder alle neun der damals olympischen Frauendisziplinen. Darüber hinaus wurde wie auch in den beiden Vorjahren bei den Länderkämpfen mit den Niederländerinnen als zehnter Wettbewerb noch ein Rennen über 800 Meter ausgetragen. In den Einzeldisziplinen wurde wie bei den Männern nach dem Standardsystem gewertet, in der Staffel mit drei zu eins Punkten.

## Ergebnis
Mit den beiden Sprints über 100- und 200 Meter entschieden die Niederländerinnen zwei der fünf Laufwettbewerbe für sich. Bei den technischen Disziplinen lagen sie im Hochsprung vorn. Die weiteren sieben Wettbewerbe gingen an die Bundesrepublik Deutschland, die bundesdeutschen Leichtathletinnen erzielten dabei vier Doppelerfolge im Bereich Springen/Stoßen/Werfen. So gewann die Bundesrepublik deutlich mit 63 zu vierzig Punkten.

## Legende
Kurze Übersicht zur Bedeutung der Symbolik – so üblicherweise auch in sonstigen Veröffentlichungen verwendet:
| DSQ | disqualifiziert |

## Resultate

### 100 m
| Platz | Athletin                 | Land | Zeit (s) |
| ----- | ------------------------ | ---- | -------- |
| 1     | Bertha van Duyne-Brouwer | NLD  | 12,2     |
| 2     | Renate Nitschke          | FRG  | 12,3     |
| 3     | Irene Brütting           | FRG  | 12,4     |
| 4     | Hannie Bloemhof          | NLD  | 12,6     |

### 200 m
| Platz | Athletin                 | Land | Zeit (s) |
| ----- | ------------------------ | ---- | -------- |
| 1     | Bertha van Duyne-Brouwer | NLD  | 24,7     |
| 2     | Inge Fuhrmann            | FRG  | 25,1     |
| 3     | Charlotte Böhmer         | FRG  | 25,2     |
| 4     | Hilde Veth               | NLD  | 25,5     |

### 800 m
| Platz | Athletin         | Land | Zeit (s) |
| ----- | ---------------- | ---- | -------- |
| 1     | Nanny Schlüter   | FRG  | 2:18,2   |
| 2     | Stien Scharleman | NLD  | 2:18,2   |
| 3     | Woudstra         | NLD  | 2:20,5   |
| 4     | Brigitte Stötzel | FRG  | 2:21,3   |

### 80 m Hürden
| Platz | Athletin              | Land | Zeit (s)       |
| ----- | --------------------- | ---- | -------------- |
| 1     | Maria Sander          | FRG  | 11,4           |
| 2     | Anneliese Seonbuchner | FRG  | 11,5           |
| 3     | Imke Vaal             | NLD  | 11,9           |
| DSQ   | Els Schagen           | NLD  | Bahn verlassen |

### 4 × 100 m Staffel
| Platz | Besetzung      | Land                                                             | Zeit (s) |
| ----- | -------------- | ---------------------------------------------------------------- | -------- |
| 1     | BR Deutschland | Renate Nitschke Inge Fuhrmann Irene Brütting Charlotte Böhmer    | 47,2     |
| 2     | Niederlande    | Hilde Veth Hannie Bloemhof Ria van Kuyk Bertha van Duyne-Brouwer | 47,4     |

### Hochsprung
| Platz | Athletin      | Land | Höhe (m) |
| ----- | ------------- | ---- | -------- |
| 1     | Nel Zwier     | NLD  | 1,55     |
| 2     | Inge Kilian   | FRG  | 1,55     |
| 3     | Denie Hobers  | NLD  | 1,55     |
| 4     | Renate Krämer | FRG  | 1,50     |

### Weitsprung
| Platz | Athletin              | Land | Weite (m) |
| ----- | --------------------- | ---- | --------- |
| 1     | Anneliese Seonbuchner | FRG  | 5,72      |
| 2     | Marga Weidner         | FRG  | 5,66      |
| 3     | Wemmy Scholtmeyer     | NLD  | 5,49      |
| 4     | Imke Vaal             | NLD  | 5,40      |

### Kugelstoßen
| Platz | Athletin             | Land | Weite (m) |
| ----- | -------------------- | ---- | --------- |
| 1     | Marianne Werner      | FRG  | 15,04     |
| 2     | Marlene Biedermann   | FRG  | 12,72     |
| 3     | Corrie van den Bosch | NLD  | 11,71     |
| 4     | Truus Haasdonk       | NLD  | 11,27     |

### Diskuswurf
| Platz | Athletin             | Land | Weite (m) |
| ----- | -------------------- | ---- | --------- |
| 1     | Kriemhild Hausmann   | FRG  | 44,44     |
| 2     | Marianne Werner      | FRG  | 43,08     |
| 3     | Corry Huygen         | NLD  | 42,41     |
| 4     | Ans Panhorst-Niesink | NLD  | 38,52     |

### Speerwurf
| Platz | Athletin          | Land | Weite (m) |
| ----- | ----------------- | ---- | --------- |
| 1     | Almut Brömmel     | FRG  | 49,90     |
| 2     | Helga Zimnick     | FRG  | 40,46     |
| 3     | Margreet van Zelm | NLD  | 37,85     |
| 4     | Cor Janse-Wendels | NLD  | 35,75     |